# Du Kan Gøre Hvad Du Vil
 For alternative betydninger, se Du Kan Gøre Hvad Du Vil (sang).
Du Kan Gøre Hvad Du Vil er debutalbummet fra den dansk popsanger Christian Brøns, der udkom i 2001. Albummet indeholder nummeret "Du Kan Gøre Hvad Du Vil", som blev Brøns' gennembrudshit. Albummet toppede hitlisterne og modtog to priser priser ved Danish Music Awards.
Nummeret "Du Kan Gøre Hvad Du Vil" er en coverversion af Patrik Isakssons sang "Du får göra som du vill". Den blev samplet på nummeret "Hey Jimmy" der blev udgivet på den danske rapper Ankerstjernes andet album, For os, i 2015. Albummets anden single, "Tilbage Hvor Vi Var", var en duet med netop Isaksson.

## Modtagelse
Du kan gøre hvad du vil debuterede som nummer 1 på Album Top-40, og det nåede sammenlagt 23 uger på listen. Det solgte over 80.000 eksemplarer, hvilket gjorde at albummet modtog en platinplade.
"Du Kan Gøre Hvad Du Vil" lå sammenlagt 15 uger som nummer 1 på Hitlistens Track Top-40, ud af de i alt 23 uger den lå på listen. Ved prisuddelingen P3 Guld modtog sangen "Årets lytterhit" der var stemte af radiostationens lyttere frem for den jury, som uddeler de øvrige priser. Ved GAFFA-prisen dette år fik nummeret prisen for "Årets Danske Single".
Albummets anden single, "Tilbage Hvor Vi Var" debuterede også som nummer 1 på hitlisten.
Ved Danish Music Awards i 2002 modtog Brøns tre nomineringer: "Årets danske hit" for sangen "Du Kan Gøre Hvad Du Vil", "Årets Nye Danske Navn" og "Årets danske pop udgivelse" for selve albummet. Han vandt de to sidste.

## Spor
Alle sange er produceret af Chief 1; undtagen "Jeg Er Her Stadig" og "Vil Jeg Fortryde" produceret af Whizkid Productions.
| #   | Titel                                   | Sangskriver(e)                              | Længde |
| --- | --------------------------------------- | ------------------------------------------- | ------ |
| 1.  | "Mød Dig Selv"                          | Christian Brøns, Chief 1                    | 6:45   |
| 2.  | "Du Kan Gøre Hvad Du Vil"               | Patrik Isaksson, Brøns                      | 6:04   |
| 3.  | "Flowerpige"                            | Brøns, Chief 1                              | 5:38   |
| 4.  | "Tro På Din Virkelighed"                | Brøns, Chief 1                              | 5:57   |
| 5.  | "Tilbage Hvor Vi Var" (Patrik Isaksson) | Isaksson, Brøns                             | 6:01   |
| 6.  | "Bare Ta' Det Roligt"                   | Brøns, Johan Aberg, Ziggy                   | 2:36   |
| 7.  | "Jeg Overgiver Mig"                     | Brøns, Ziggy                                | 3:23   |
| 8.  | "Marlene"                               | Brøns                                       | 5:32   |
| 9.  | "Hvor End Du Går"                       | Brøns, Chief 1                              | 5:25   |
| 10. | "Jeg Er Her Stadig"                     | Brøns, Martin Sjølie, Jos Hartvig Jørgensen | 5:13   |
| 11. | "Alting Vender Tilbage"                 | Brøns                                       | 5:13   |
| 12. | "Vil Jeg Fortryde"                      | Brøns, Sjølie, Jørgensen                    | 5:13   |